# Cricetulus
A Cricetulus az emlősök (Mammalia) osztályának rágcsálók (Rodentia) rendjébe, ezen belül a hörcsögfélék (Cricetidae) családjába tartozó nem.

## Rendszerezés
A nembe az alábbi 7 faj tartozik:
- Ladakh törpehörcsög (Cricetulus alticola) Thomas, 1917
- kínai csíkos törpehörcsög (Cricetulus barabensis) Pallas, 1773
- Cricetulus griseus H. Milne-Edwards, 1867 - korábban, kínai csíkos törpehörcsögnek vélték
- tibeti törpehörcsög (Cricetulus kamensis) Satunin, 1903
- hosszúfarkú törpehörcsög (Cricetulus longicaudatus) H. Milne-Edwards, 1867
- szürke hörcsög (Cricetulus migratorius) Pallas, 1773
- Sokolov-törpehörcsög (Cricetulus sokolovi) Orlov & Malygin, 1988